# Nősziromfélék

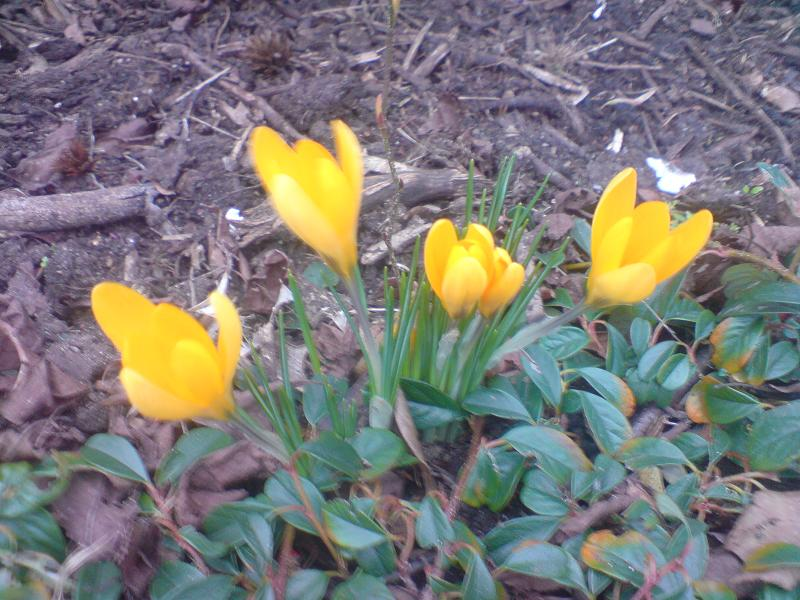
Crocus chrysanthus

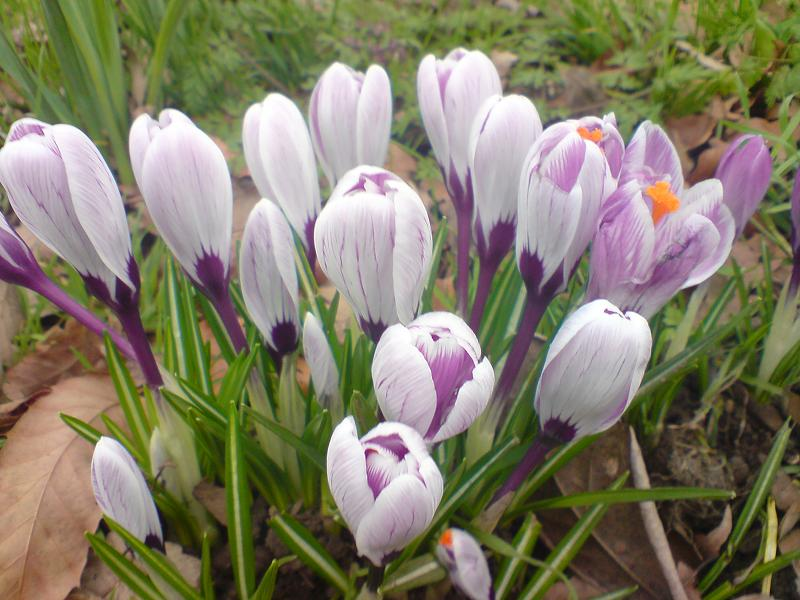
Fehér-lila csíkos sáfrányok (Crocus sp.)

A nősziromfélék (Iridaceae) a spárgavirágúak rendjének egy családja. 80 nemzetség, 1500 faj tartozik ide. Ezek többsége Dél-Afrikában (afrotropikus ökozóna) vagy Amerika trópusi-szubtrópusi területein honos, bőségesen előfordulnak azonban a mérsékelt égövben is képviselőik. Közéjük tartozik a sáfrány fűszernövény is.
Általában lágyszárú, évelő növények. Földbeli hajtásuk rizóma, hagymagumó vagy gumó. Leveleik kard alakúak, két sorban állnak, alapjuk hüvelyként ellapulva a szárat öleli. Forgó- vagy legyezővirágzatba csoportosuló, illetve magános virágaik fokozatosan zigomorfakká válnak. A bimbókat buroklevél (spatha) borítja. A két lepelkör tagjai sokszor erőteljesen különböznek egymástól, aljukon gyakran egymással összeforrtak. A kifelé hajló porzók száma három, a belső porzókör hiányzik. Magházuk szinte mindig alsó állású (kivétel a család kladogramján alapi helyzetű Isophysis, ami felső állású), három termőlevél formálja. Nagyszámú magkezdeményük tengelyi placentációjú. Bibéjük változatos alakulású, szembetűnő. Gyakran háromkaréjú és színes, lepelszerű. Termésük toktermés. Gyökérszőreik nincsenek, a gyökerek mikorrhiza borítja.

## Nevük eredete
A család nevét a nőszirom (Iris) nemzetségről kapta, mely az Európában legismertebb és legnagyobb nemzetsége, 1753-ban írta le a svéd botanikus, Carl von Linné. Nevét a görög istennőről, Íriszről kapta, aki az Olümposzról üzeneteket közvetített a földre egy szivárványon keresztül – aminek színeit Linné számos faj többszínű szirmaiban látta visszatükröződni.

## Rendszerezésük
A családot jelenleg a legtöbben négy alcsaládra osztják, de a DNS-analízis alapján jó néhány alcsaláddal lehetne bővíteni a kört:
Az Isophysidoideae alcsaládba egyetlen génusz, a tasmániai Isophysis tartozik. A család egyetlen felső állású magházzal bíró tagja. Virágja csillagforma, színe a sárgától a barnás színig terjed.
A Nivenioideae alcsaládba hat nemzetség tartozik Dél-Afrikából, Ausztráliából és Madagaszkárról, közéjük tartoznak a család cserje tagjai (Klattia, Nivenia és Witsenia), és az egyetlen szaprofita (pontosabban mikoheterotróf) tagja (Geosiris). Az Aristea is ide tartozik. Az alcsalád megkülönböztető jegyei: a virágok kis, páros fürtökben lógnak nagy murvalevelekkel. Bibeszálaik karcsúak, három részre tagoltak. A nektárt (ha jelen van) a magház falában lévő mirigyek termelik. Virágaik mindig sugarasan szimmetrikusak, különálló pártával. Hajtásuk rizómás.
Az Iridioideae alcsalád tartalmazza a sok fajból álló Iris nemzetséget és a Moraea nemzetséget. Az egyetlen alcsalád, ami Dél-Amerikában is jelen van. Fajainak virágai egyedülálló fürtökben nőnek nagy murvalevelekkel, bibeszálaik pártaszerűek, a nektárt (ha jelen van) a párta- és csészeleveleken lévő mirigyek termelik. A legtöbb fajnak különálló pártája van, hajtásuk rizómás, néha gumós. A virágok csaknem mindig sugarasan szimmetrikusak. A Bobartia, Dietes és a Ferraria nemzetség ide tartozik.
A Crocoideae alcsalád a fajok mintegy kétharmadát tartalmazza. Többnyire afrikai növények tartoznak ide. Itt található a legtöbb ismerős génusz (az Irisen és a Moraea-n kívül), köztük az Ixia, Gladiolus, Crocus, Freesia és a Watsonia. Könnyen felismerhetők virágaikról, amik tüskeszerű virágzatba rendeződnek (bár néha magánosan állnak), a párta- vagy csészelevelek pedig rövid vagy hosszú csövet alkotnak. A nektárt a magház falában lévő mirigyek termelik, és közvetlenül a virágtakaró és porzó összeolvadása alkotta virágcső tövébe választódik ki. A virágok lehetnek sugarasan szimmetrikusak, de gyakrabban mutatnak kétoldali szimmetriát, kétajkúak. A hajtás lehet rizómás, vagy gyakrabban hagymagumós.
Az Iridoideae és Crocoideae alcsaládok alatt több nemzetségcsoportot különítettek el.

## Életmódjuk, élőhelyük
A nősziromfélék számos élőhelyet népesítenek be. A tengeren kívül szinte mindenhol nőnek, sőt: a Gladiolus gueinzii a tengerparton nő, és magas dagály eléri leveleit. A legtöbb faj életterében van a növények növekedésére alkalmatlan, kimondottan száraz vagy hideg időszak. Ekkor a növények életfunkciói rejtettek, tehát a legtöbb fajuk lombhullató. Örökzöld fajok csak a szubtrópusi erdőkben vagy a szavannákon, mérsékelt égövi pusztákon és az egész évben nyirkos fynbosokban élnek. Egyes fajok mocsarakban nőnek, mások vízfolyások mentén, néhány pedig kizárólag vízesések párájában fejlődik.
A lombhullató fajok föld feletti részei (levelek, hajtások) elhalnak, amikor a gumó vagy hagymagumó a pihenő időszakba lép. Így, a föld alá való visszavonulva élik túl a kedvezőtlen időszakokat. Ez különösen hasznos a pusztákon és fynbosban, ahol a száraz évszakban gyakran az egész terület leég, de a pihenő időszakban a gumó vagy a hagymagumó túléli a hőséget. A préritüzek megtisztítják a talajt a versenytárs növényzettől, azok hamuja pedig termékennyé teszi a földet. Az első esőktől a pihenő gumók gyors növekedésnek indulnak, virágokat és hajtásokat növesztenek, még mielőtt a többi növény betelepülne életterükbe. Sok pusztai vagy fynboson élő nősziromféle préritűz után hajtja a legszebb virágait; egyes fynbos-fajok csak tűz után nyílnak.
Beporzás szempontjából igen különbözőek. Előfordul a magányos méhek általi beporzás, de sokukat nektármadár porozza be. Ezeknek a fajoknak általában vörös vagy narancssárga, trombitaszerű virágaik vannak, amik nagy mennyiségű nektárt választanak ki. Más fajok a lepkék általi beporzáshoz alkalmazkodtak, de előfordul a fémeslegyek, hosszú szívókájú zengőlegyek, sőt ganéjtúrók általi beporzás is.
- Ainea
- Alophia
- Anapalina
- Antholyza
- Aristea
- páviángyökér (Babiana),
- Barnardiella
- Belamcanda
- Bobartia
- Calydorea
- Cardenanthus
- Chasmanthe
- Cipura
- Cobana
- Crocosmia, Montbretia
- sáfrány (Crocus)
- Cypella
- Devia
- Dierama
- kaffernőszirom (Dietes),
- Diplarrena
- Duthiastrum
- Eleutherine
- Ennealophus
- Eurynotia
- Eustylis
- Ferraria
- Fosteria
- Freesia (syn. Anomatheca, Lapeirousia)
- Galaxia
- Geissorhiza
- Gelasine
- Geosiris
- kardvirág (Gladiolus)
- Gynandriris
- Herbertia
- Hermodactylus
- Hesperantha
- Hesperoxiphion
- Hexaglottis
- Homeria
- Homoglossum
- nőszirom (Iris)
- Isophysis
- Ixia
- Kelissa
- Klattia
- Larentia
- Lethia
- Libertia
- Mastigostyla
- Melasphaerula
- Micranthus
- Moraea
- Nemastylis
- Neomarica
- Nivenia
- Olsynium
- Onira
- Orthrosanthus
- Pardanthopsis
- Patersonia
- Pillansia
- Pseudotrimezia
- Radinosiphon
- Rheome
- Roggeveldia
- Romulea
- Salpingostylis
- Savannosiphon
- Schizostylis
- Sessilanthera
- Sessilistigma
- sásbokor (Sisyrinchium),
- Solenomelus
- cigányvirág (Sparaxis),
- Sphenostigma
- Sympa
- Syringodea
- Tapeina
- Thereianthus
- tigrisvirág (Tigridia)
- Trimezia
- Tritonia
- Tritoniopsis
- Tucma
- szúnyogkardvirág (Watsonia),
- Witsenia
- Zygotritonia

## Fordítás
- Ez a szócikk részben vagy egészben az Iridaceae című angol Wikipédia-szócikk ezen változatának fordításán alapul.  Az eredeti cikk szerkesztőit annak laptörténete sorolja fel. Ez a jelzés csupán a megfogalmazás eredetét és a szerzői jogokat jelzi, nem szolgál a cikkben szereplő információk forrásmegjelöléseként.